# Balanops
Balanops là chi duy nhất của họ thực vật Balanopaceae (trước đây gọi là Balanopsidaceae) bao gồm 9-11 loài cây thân gỗ thường xanh. Lá dai, mép lá có khía. Hoa đực dạng đuôi sóc. Hoa cái mọc đơn, có quả đấu chứa các lá bắc bao quanh. Bao hoa thô sơ. Quả hạch chứa 2-3 hạt. Họ này phân bổ tại tây nam Thái Bình Dương, đặc biệt là New Caledonia.
Quan hệ của họ Balanopaceae là có vấn đề từ đã lâu. Cronquist (1983) so sánh giải phẫu gỗ của họ này với họ Hamamelidaceae; bộ Balanopales được đặt trong siêu bộ Daphniphyllanae theo Takhtadjan (1997). Sutter và Endress (2003) gợi ý rằng hình thái hoa của Balanopaceae là gần gũi với hoa của Euphorbiaceae hơn là các họ khác trong nhóm này. Theo AGP II, họ này thuộc về bộ Sơ ri (Malpighiales) của nhánh hoa Hồng (rosids).

## Các loài
1. Balanops australiana - Queensland
2. Balanops balansae - New Caledonia
3. Balanops microstachya - New Caledonia
4. Balanops oliviformis - New Caledonia
5. Balanops pachyphylla - New Caledonia
6. Balanops pancheri - New Caledonia
7. Balanops pedicellata - Vanuatu, Fiji
8. Balanops sparsifolia - New Caledonia
9. Balanops vieillardii- New Caledonia